# Grigore Lobodă

Blazonul hatmanului Grigore Lobodă

Grigore Lobodă (în ucraineană Григорій Лобода, Hryhoriy Loboda; în poloneză Grzegorz Łoboda) (născut în regiunea Kiev — d. mai 1596) a fost un ataman (hatman) al cazacilor zaporojeni (1593–1596, cu întreruperi) de origine moldoveană. 
În 1594 și 1595, împreună cu Severin Nalivaiko, a participat la campania antiotomană din Moldova ca aliați ai împăratului romano-german Rudolf al II-lea. În timpul răscoalei cazacilor din 1596, Lobodă și Nalivaiko au atacat teritoriile învecinate ale Voievodatului Kiev unde este astăzi Belarusul. Lobodă a fost asasinat de susținătorii lui Nalivaiko în timpul Bătăliei de la Solonîția, fiind bănuit că ar încerca să ajungă la o înțelegere cu Stanisław Żółkiewski, hatman al polonilor.